# دوق ألكسندر من فورتمبيرغ
دوق ألكسندر من فورتمبيرغ (بالألمانية: Alexander Friedrich Karl von Württemberg)‏ (و. 1771 – 1833 م) هو سياسي، وعسكري، من ألمانيا، ولد في مونتبليار، ويحمل رتبة عسكرية فريق، توفي في غوتا، عن عمر يناهز 62 عاماً.

## جوائز
حصل على جوائز منها:
- نيشان فرسان القديس إسكندر نيڤيتسكي
- نيشان القديس ڤلاديمير من الرتبة الأولى
- وسام القديس أندراوس (الإمبراطورية الروسية)
- سيف الذهب الروسي للشجاعة [الإنجليزية]‏
- نيشان القديس ألكسندر نيفيسكي [الإنجليزية]‏
- ترتيب سانت آنا الدرجة الأولى  [لغات أخرى]‏
- نيشان القديس ڤلاديمير من الرتبة الأولى  [لغات أخرى]‏
- نيشان فرسان العقاب الأسود
- وسام القديس جورج من الدرجة الثالثة  [لغات أخرى]‏.